# ناتندورف
ناتندورف (به آلمانی: Natendorf) یک شهر در آلمان است که در Bevensen-Ebstorf واقع شده‌است. ناتندورف ۸۵۰ نفر جمعیت دارد.